# Irvine (Kentucky)
Irvine é uma cidade localizada no estado americano de Kentucky, no Condado de Estill.

## Demografia
Segundo o censo americano de 2000, a sua população era de 2843 habitantes.
Em 2006, foi estimada uma população de 2720, um decréscimo de 123 (-4.3%).

## Geografia
De acordo com o United States Census Bureau tem uma área de
4,0 km², dos quais 3,9 km² cobertos por terra e 0,1 km² cobertos por água. Irvine localiza-se a aproximadamente 387 m acima do nível do mar.

## Localidades na vizinhança
O diagrama seguinte representa as localidades num raio de 32 km ao redor de Irvine.